# Wereldkampioenschappen schoonspringen 2009 – driemeterplank synchroon mannen
Het Wereldkampioenschap synchroonspringen op de 3 meter plank voor mannen werd gehouden op 18 juli 2009 in Rome, Italië. De eerste 12 koppels uit de voorronde kwalificeerden zich voor de finale die later op de dag gehouden werd. Titelverdedigers waren de Chinese mannen Qin Kai en Wang Feng.

## Uitslagen

### Voorronde
| Rang | Naam                                              | Nationaliteit       | Score  | Bijz. |
| ---- | ------------------------------------------------- | ------------------- | ------ | ----- |
| 1    | Troy Dumais Kristian Ipsen                        | Verenigde Staten    | 420.57 | Q     |
| 2    | Alexandre Despatie Reuben Ross                    | Canada              | 413.91 | Q     |
| 3    | Nicholas Robinson-Baker Benjamin Swain            | Verenigd Koninkrijk | 408.84 | Q     |
| 4    | Qin Kai Wang Feng                                 | China               | 406.59 | Q     |
| 5    | Nicola Marconi Tommaso Marconi                    | Italië              | 405.18 | Q     |
| 6    | Damien Cely Mathieu Rosset                        | Frankrijk           | 404.46 | Q     |
| 7    | Joeri Koenakov Dmitri Saoetin                     | Rusland             | 395.94 | Q     |
| 8    | José Antonio Guerra Oliva Jorge Betancourt Garcia | Cuba                | 395.16 | Q     |
| 9    | Rossharisam Roslan Ken Nee Yeoh                   | Maleisië            | 394.47 | Q     |
| 10   | Stephan Feck Patrick Hausding                     | Duitsland           | 386.94 | Q     |
| 11   | Alejandro Islas Jonathan Ruvalcaba                | Mexico              | 385.50 | Q     |
| 12   | Carlos Calvo Javier Illana                        | Spanje              | 378.75 | Q     |
| 13   | Daniel Egana Jonathan Jörnfalk                    | Zweden              | 373.71 |       |
| 14   | Grant Nel Matthew Mitcham                         | Australië           | 367.17 |       |
| 15   | Alexandros Manos Stefanos Paparounas              | Griekenland         | 354.51 |       |
| 16   | Yorick de Bruijn Ramon de Meijer                  | Nederland           | 336.60 |       |
| 17   | Chola Chanturia Shota Korakhshvili                | Georgië             | 335.58 |       |
| 18   | Yiteak Oh Seongchel Son                           | Zuid-Korea          | 334.20 |       |
| 19   | Ignas Barkauskas Sergej Bazioek                   | Litouwen            | 327.42 |       |
| 20   | Ilija Kvasja Oleksij Prygorov                     | Oekraïne            | 292.38 |       |

### Finale
| Rang   | Naam                                              | Nationaliteit       | Score  |
| ------ | ------------------------------------------------- | ------------------- | ------ |
| Goud   | Qin Kai Wang Feng                                 | China               | 467.94 |
| Zilver | Troy Dumais Kristian Ipsen                        | Verenigde Staten    | 445.59 |
| Brons  | Alexandre Despatie Reuben Ross                    | Canada              | 428.64 |
| 4      | Nicola Marconi Tommaso Marconi                    | Italië              | 428.55 |
| 5      | Stephan Feck Patrick Hausding                     | Duitsland           | 426.24 |
| 6      | Joeri Koenakov Dmitri Saoetin                     | Rusland             | 416.22 |
| 7      | Nicholas Robinson-Baker Benjamin Swain            | Verenigd Koninkrijk | 413.46 |
| 8      | José Antonio Guerra Oliva Jorge Betancourt Garcia | Cuba                | 413.19 |
| 9      | Damien Cely Mathieu Rosset                        | Frankrijk           | 396.09 |
| 10     | Alejandro Islas Jonathan Ruvalcaba                | Mexico              | 394.65 |
| 11     | Rossharisam Roslan Ken Nee Yeoh                   | Maleisië            | 388.77 |
| 12     | Carlos Calvo Javier Illana                        | Spanje              | 384.93 |